# Высочайшие часовые башни
Часова́я ба́шня — башня, на которой размещены часы — куранты с одним или несколькими циферблатами. Может быть колокольней (например, Часовая башня в Выборге), оборонительным сооружением (например, Спасская башня), либо частью здания общественного назначения — такого, как ратуша, парламент или вокзал (например, Часовая башня Святого Марка, Биг-Бен, Торре Роньоза).

## Высочайшие часовые башни
В списке представлено 14 высочайших часовых башен мира, начиная с самой высокой.
| Название                                     | Фото | Высота м | Год       | Местоположение                    |
| -------------------------------------------- | ---- | -------- | --------- | --------------------------------- |
| Отель «Королевская часовая башня»            |      | 601      | 2012      | Мекка, Саудовская Аравия          |
| NTT Docomo Yoyogi Building                   |      | 240      | 2000      | Токио, Япония                     |
| Дворец культуры и науки                      |      | 231      | 1955      | Варшава, Польша                   |
| Филадельфийская ратуша                       |      | 167      | 1901      | Филадельфия, США                  |
| Mercantile National Bank Building            |      | 159      | 1954      | Даллас, США                       |
| Сентрал-ду-Бразил                            |      | 130      | 1940      | Рио-де-Жанейро, Бразилия          |
| Колокольня Петропавловского собора           |      | 122,5    | 1712-1733 | Санкт-Петербург, Россия           |
| Башня памяти Джона Чемберлена                |      | 100      | 1908      | Бирмингем, Великобритания         |
| Биг-Бен                                      |      | 96       | 1859      | Лондон, Великобритания            |
| Александровская колокольня Успенского собора |      | 89,5     | 1821-1841 | Харьков, Украина                  |
| Спасская башня                               |      | 71       | 1491      | Москва, Россия                    |
| Башня Алоха                                  |      | 68,3     | 1926      | Гонолулу, Гавайи, США             |
| Башня железнодорожного вокзала «Симферополь» |      | 42       | 1951      | Симферополь, Республика Крым      |
| Башня «Красноярский Биг-Бен»                 |      | 30       | 2001      | Красноярск, Красноярский край, РФ |